# Skeleton aux Jeux olympiques de 2006
Navigation
Salt Lake City 2002 Vancouver 2010
Les épreuves de skeleton aux Jeux olympiques d'hiver de 2006 se déroulent les 16 et 17 février 2006 au Cesana Pariol dans la station de sports d'hiver de Cesana Torinese dans la province de Turin (Italie). Après avoir été programmé deux fois aux Jeux olympiques, en 1928 et en 1948, le skeleton a attendu les Jeux de 2002 pour être programmé de nouveau.
Le Cesana Pariol, composé de dix-neuf virages sur une longueur de 1 435 mètres avec des vitesses maximales atteignant les 140 km/h, accueille donc les deux épreuves. Le résultat est connu après les deux passages de chaque participant.
L'épreuve féminine se déroule le 16 février et l'épreuve masculine le lendemain. Le Canadien Duff Gibson et la Suissesse Maya Pedersen remportent le titre olympique, inscrivant pour la première fois leurs noms au palmarès. La seule nation remportant trois médailles est le Canada avec en plus de Duff Gibson, Jeff Pain et Mellisa Hollingsworth qui remportent respectivement la médaille d'argent dans l'épreuve masculine et de bronze dans l'épreuve féminine.

## Calendrier
| Calendrier des épreuves de skeleton | Calendrier des épreuves de skeleton | Calendrier des épreuves de skeleton | Calendrier des épreuves de skeleton | Calendrier des épreuves de skeleton | Calendrier des épreuves de skeleton | Calendrier des épreuves de skeleton | Calendrier des épreuves de skeleton | Calendrier des épreuves de skeleton | Calendrier des épreuves de skeleton | Calendrier des épreuves de skeleton | Calendrier des épreuves de skeleton | Calendrier des épreuves de skeleton | Calendrier des épreuves de skeleton | Calendrier des épreuves de skeleton | Calendrier des épreuves de skeleton | Calendrier des épreuves de skeleton | Calendrier des épreuves de skeleton | Calendrier des épreuves de skeleton |
| Février 2006                        | 10                                  | 11                                  | 12                                  | 13                                  | 14                                  | 15                                  | 16                                  | 17                                  | 18                                  | 19                                  | 20                                  | 21                                  | 22                                  | 23                                  | 24                                  | 25                                  | 26                                  |                                     |
| ----------------------------------- | ----------------------------------- | ----------------------------------- | ----------------------------------- | ----------------------------------- | ----------------------------------- | ----------------------------------- | ----------------------------------- | ----------------------------------- | ----------------------------------- | ----------------------------------- | ----------------------------------- | ----------------------------------- | ----------------------------------- | ----------------------------------- | ----------------------------------- | ----------------------------------- | ----------------------------------- | ----------------------------------- |
| Hommes                              |                                     |                                     |                                     |                                     |                                     |                                     |                                     |                                     |                                     |                                     |                                     |                                     |                                     |                                     |                                     |                                     |                                     |                                     |
| Femmes                              |                                     |                                     |                                     |                                     |                                     |                                     |                                     |                                     |                                     |                                     |                                     |                                     |                                     |                                     |                                     |                                     |                                     |                                     |

|  | Jour de l'épreuve |

## Podiums
| Épreuves                   | Or                  | Argent               | Bronze                      |
| -------------------------- | ------------------- | -------------------- | --------------------------- |
| Hommes résultats détaillés | Duff Gibson (CAN)   | Jeff Pain (CAN)      | Gregor Stähli (SUI)         |
| Femmes résultats détaillés | Maya Pedersen (SUI) | Shelley Rudman (GBR) | Mellisa Hollingsworth (CAN) |

## Résultats détaillés

### Hommes

#### Première manche
| Place | Athlète             | Nation           | 1. Hommes Temps | 1. Hommes Départ (Place) |
| ----- | ------------------- | ---------------- | --------------- | ------------------------ |
| 1     | Duff Gibson         | Canada           | 57 s 80         | 4 s 71 0(8.)             |
| 2     | Jeff Pain           | Canada           | 57 s 98         | 4 s 82 (16.)             |
| 3     | Kristan Bromley     | Royaume-Uni      | 58 s 35         | 4 s 66 0(5.)             |
| 4     | Adam Pengilly       | Royaume-Uni      | 58 s 37         | 4 s 68 0(6.)             |
| 5     | Gregor Stähli       | Suisse           | 58 s 39         | 4 s 62 0(4.)             |
| 6     | Eric Bernotas       | États-Unis       | 58 s 43         | 4 s 76 (10.)             |
| 7     | Sebastian Haupt     | Allemagne        | 58 s 48         | 4 s 95 (23.)             |
| 8     | Paul Boehm          | Canada           | 58 s 61         | 4 s 61 0(3.)             |
| 9     | Kazuhiro Koshi      | Japon            | 58 s 65         | 4 s 92 (21.)             |
| 10    | Martins Dukurs      | Lettonie         | 58 s 79         | 4 s 70 0(7.)             |
| 11    | Ben Sandford        | Nouvelle-Zélande | 59 s 16         | 4 s 77 (11.)             |
| 12    | Martin Rettl        | Autriche         | 59 s 23         | 4 s 73 0(9.)             |
| 13    | Maurizio Oioli      | Italie           | 59 s 28         | 4 s 86 (17.)             |
| 14    | Tyler Botha         | Afrique du Sud   | 59 s 43         | 4 s 80 (14.)             |
| 15    | Kevin Ellis         | États-Unis       | 59 s 46         | 4 s 57 0(2.)             |
| 16    | Markus Penz         | Autriche         | 59 s 55         | 4 s 77 (11.)             |
| 17    | Masaru Inada        | Japon            | 59 s 63         | 4 s 81 (15.)             |
| 18    | Aleksandr Tretyakov | Russie           | 59 s 71         | 4 s 47 0(1.)             |
| 19    | Philippe Cavoret    | France           | 59 s 79         | 4 s 86 (17.)             |
| 20    | Frank Rommel        | Allemagne        | 59 s 94         | 4 s 77 (11.)             |
| 21    | David Connolly      | Irlande          | 59 s 97         | 4 s 98 (24.)             |
| 22    | Patrick Singleton   | Bermudes         | 1 min 00 s 06   | 4 s 99 (25.)             |
| 23    | Shaun Boyle         | Australie        | 1 min 00 s 13   | 4 s 90 (20.)             |
| 24    | Chris Soule         | États-Unis       | 1 min 00 s 33   | 4 s 94 (22.)             |
| 25    | Gang Gwang-Bae      | Corée du Sud     | 1 min 00 s 41   | 5 s 11 (27.)             |
| 26    | Nikola Nimac        | Croatie          | 1 min 01 s 86   | 4 s 88 (17.)             |
| 27    | Patrick Antaki      | Liban            | 1 min 03 s 01   | 5 s 09 (26.)             |

#### Deuxième manche
| Place | Nation      | Athlète         | Temps         |
| ----- | ----------- | --------------- | ------------- |
| 1er   | Canada      | Duff Gibson     | 1 min 55 s 88 |
| 2e    | Canada      | Jeff Pain       | 1 min 56 s 14 |
| 3e    | Suisse      | Gregor Stähli   | 1 min 56 s 80 |
| 4e    | Canada      | Paul Boehm      | 1 min 57 s 06 |
| 5e    | Royaume-Uni | Kristan Bromley | 1 min 57 s 10 |
| 6e    | États-Unis  | Eric Bernotas   | 1 min 57 s 19 |
| 7e    | Lettonie    | Martins Dukurs  | 1 min 57 s 39 |
| 8e    | Royaume-Uni | Adam Pengilly   | 1 min 57 s 46 |

### Femmes

#### Deuxième manche
| Place | Nation      | Athlète                        | Temps         |
| ----- | ----------- | ------------------------------ | ------------- |
| 1er   | Suisse      | Maya Pedersen                  | 1 min 59 s 83 |
| 2e    | Royaume-Uni | Shelley Rudman                 | 2 min 01 s 06 |
| 3e    | Canada      | Mellisa Hollingsworth-Richards | 2 min 01 s 41 |
| 4e    | Allemagne   | Diana Sartor                   | 2 min 01 s 69 |
| 5e    | Italie      | Costanza Zanoletti             | 2 min 02 s 17 |
| 6e    | États-Unis  | Katie Uhlaender                | 2 min 02 s 30 |
| 7e    | Suisse      | Tanja Morel                    | 2 min 02 s 50 |
| 8e    | Allemagne   | Anja Huber                     | 2 min 02 s 56 |

## Tableau des médailles
| Rang  | Nation          | Or | Argent | Bronze | Total |
| ----- | --------------- | -- | ------ | ------ | ----- |
| 1     | Canada          | 1  | 1      | 1      | 3     |
| 2     | Suisse          | 1  | 0      | 1      | 2     |
| 3     | Grande-Bretagne | 0  | 0      | 1      | 1     |
| Total | Total           | 2  | 2      | 2      | 6     |